# Bulbophyllum renkinianum
Bulbophyllum renkinianum là một loài phong lan thuộc chi Bulbophyllum.